# Sovignacco
Sovignacco (in croato Sovinjak) è un insediamento di 29 abitanti del comune di Pinguente della Regione Istriana, sotto la Croazia. È a circa 33 km a sud-est da Trieste su di una collina sopra la strada che da Pinguente porta a Ponte Portòn che scorre parallela al fiume Quieto.

## Storia
Sovignacco è un posto particolare nel quale si incontrano i tre elementi che caratterizzano il territorio istriano ossia il calcare, l'arenaria e la terra rossa.

Sul colle di Sovinak, come veniva chiamato dai celti, in epoca preistorica sorgeva un castelliere dei Subocrini. Ciò è documentato dal ritrovamento di fittili, ornamenti in bronzo e schegge d'osso lavorato. (È significativa la identità della pronuncia della forma croata Sovinjak con quella del toponimo francese Sauvignac, villaggio della regione francese del Poitou-Charentes, caratterizzata anch'essa da una forte presenza celtica). Poi, sullo stesso colle, dominante sulla valle del Quieto, i Romani vi costruirono una loro postazione.

In epoca medievale, nel 1064, divenne possedimento del Margravio (o Marchese) d'Istria Ulrico I della casa sveva Weimar-Orlamünde per donazione del re Enrico IV . Il figlio, Ulrico II, nel 1102 donò poi tutti i possedimenti istriani alla chiesa di Aquileia la quale creò una gastaldìa che durò fino alla fine del XII secolo (a sua volta gestita dai conti di Gorizia).

Nel 1324 il feudo di Sovignacco passò prima a Erardo di Erbestein, fratello di Federico Erbestein signore di Passo, per poi passare nel 1341 al carinziano Mainardo di Rasch che sposò in seconde nozze la moglie di Erardo, tale Ingrina.

Nel 1374 passò, come tutta la contea, sotto l'Austria grazie alla vigilanza di Ugone VI di Duino e poi del Walsee.

Nel 1463 Sovignacco e il suo castello venne espugnato da Giovanni Frangipane, conte di Veglia, e dai suoi soldati croati che ne ridussero al lumicino il numero degli abitanti. Nei periodi seguenti, per sostituire gli abitanti che venivano a mancare a causa di guerre, pestilenze e carestie, si incentivò l'insediamento nelle campagne di famiglie slave provenienti dalla Carniola.

Sovignacco venne occupata nel 1508 dai Veneziani e poi nel 1523 divenne stabilmente possedimento della Serenissima; il suo castello venne fortificato e da allora fece parte, con quelli di Draguccio, Rozzo, Colmo e Vetta (sotto il comando del Capitano di Raspo, comandante delle truppe veneziane di terra in Istria, che aveva sede a Pinguente) della linea difensiva veneziana lungo i confini della contea austriaca di Pisino.

Il dominio della Serenissima durò per 300 anni, fino al 1797 quando divenne austriaca; sotto il dominio asburgico Sovignacco fu comune autonomo.

Dal 1918 al 1943 fece parte dello Stato Italiano, poi dell'Adriatisches Küstenland fino al 1945. Fu assegnato alla Repubblica di Jugoslavia con il Trattato di Pace di Parigi del 1947.

## Società
Secondo il censimento del 1921, risiedevano a Sovignacco 952 abitanti, tutti di lingua italiana.

## Corsi d'acqua
fiume Quieto (Mirna), torrente Bottonega (Butoniga), torrente Sirotici (Mlaka), torrente Senizza (Senica), torrente Racizze (Rečica),

## Località afferenti
All'insediamento (naselja) di Sovignacco afferiscono i seguenti paesi:

Benesi (Beneži), Berda di Sovignacco (Sovinjska Brda), Bernozzi (Brnozi), Brazzana (Pračana), Cherti (Krti), Chertubrecchi (Krtov Breg), Dobresia (Drobežija), Germania (Jermanija), Crevatini (Hrvatini), Loquizza (Lokvice), Maieri (Majeri), Maieri di S. Martino (Majeri), Pighini (Pigini), Poglie di Sovignacco (Sovinjsko Polje), Rosario (Dršćari), San Quirino (Sv. Kirin), Sergobani (Srgobani), Simetti (Šimeći), Sirotici (Sirotići), Sovischine (Bartolići), Sussani (Sušani), Svicarìa (Švikarija), Toschiani (Puhi), Tucchi (Tuki), Valari (Valari), Valizza del Bottonega(Valice), Ziganti (Žugani), Zunzi (Cunjci), 
.